# Jesús Rodríguez de Híjar
Jésus Rodríguez de Híjar, né le 10 juillet 1929 à Tequila dans l'état de Jalisco et mort le 24 juillet 2020 à Tlalnepantla de Baz dans l'état de Mexico, est un musicien, auteur-compositeur, arrangeur, directeur d'orchestre mexicain que son travail au sein du Mariachi Vargas de Tecalitlán, la fondation et la direction du Mariachi América, ses collaborations avec des vedettes de réputation internationales telles que Rubén Fuentes (es), Lola Beltrán, Rocío Dúrcal, Estela Núñez (es), Vicente Fernández, Javier Solis, Pedro Infante, Miguel Aceves Mejía (es) ou Juan Gabriel identifient comme un contributeur majeur du développement de la musique Mariachi.

## Carrière
Il commence, soutenu par certains membres de sa famille, à jouer de la musique à l'âge de huit ans. Il apprend progressivement à jouer de la guitare de la Vihuela (es), du Guitarrón et plus tard du violon.
Il s'installe à Mexico au début des années 1950 où il collabore avec divers orchestres de Mariachi dont le  Mariachi Pulido, le Mariachi Perla de Occidente et le Mariachi Nacional. En 1955, il devient membre du prestigieux Mariachi Vargas de Tecalitlán dont il devient, après le départ de Rubén Fuentes (es), le directeur musical.